# Coccidencyrtus malloi
Coccidencyrtus malloi är en stekelart som beskrevs av Blanchard 1964. Coccidencyrtus malloi ingår i släktet Coccidencyrtus och familjen sköldlussteklar.
Artens utbredningsområde är Frankrike. Inga underarter finns listade i Catalogue of Life.